# Бельчиця (річка)
Бельчиця — річка в Білорусі у Полоцькому районі Вітебської області. Ліва притока річки Західної Двіни (басейн Західної Двіни).

## Опис
Довжина річки 10 км, похил річки 2,5 м/км, площа басейну водозбору 47 км². Від витоку річки на південно-західній стороні біля села Бецьке розташований Полоцький аеродром.

## Розташування
Бере початок із озера Бецьке. Тече переважно на північний схід через село Бельчицю і у місті Полоцьк впадає у річку Західну Двіну.
Населені пункти вздовж берегової смуги: Гнилище, Тросно, Веснянка.